# Ricardo Juarez
Ricardo "Rocky" Juarez, född 15 april 1980 i Houston, Texas, är en amerikansk boxare som tog OS-silver i fjäderviktsboxning 2000 i Sydney.